# Martin-chasseur à ailes brunes
Pelargopsis amauroptera
Espèce
Synonymes
- Pelargopsis amauropterus

Statut de conservation UICN

 NT  : Quasi menacé
Le Martin-chasseur à ailes brunes (Pelargopsis amauroptera) est une espèce d'oiseaux de la famille des Alcedinidae.

## Description
Le martin-chasseur à ailes brunes peut mesurer jusqu'à 37 cm de long, de la tête à la queue.
C'est un oiseau des forêts de mangrove que l'on trouve de l'Inde à la péninsule malaise.